# 安齐拉贝
安齐拉贝（Antsirabe，[anˌtsiraˈbe]）是马达加斯加第三大城市，瓦卡南卡拉特拉地区的首府，人口183,000。安齐拉贝海拔1,500公尺，因此相对于马达加斯加岛大部分地区和非洲大陆相比，气温较为凉爽。
安齐拉贝是塔那那利佛-安齐拉贝铁路的南端终点，目前仅作为货运线。当地还有温暖的泉水，提供温泉浴，在19世纪最为出名。

## 語源學
当地地名的字面意思是“有很多盐的地方”，昵稱“ville d'eau”（法語“水城”）和“visy gasy”或“le Vichy malgache”（分別是馬達加斯加語和法語，馬達加斯加維希），原因是當地有許多溫泉。

## 图库

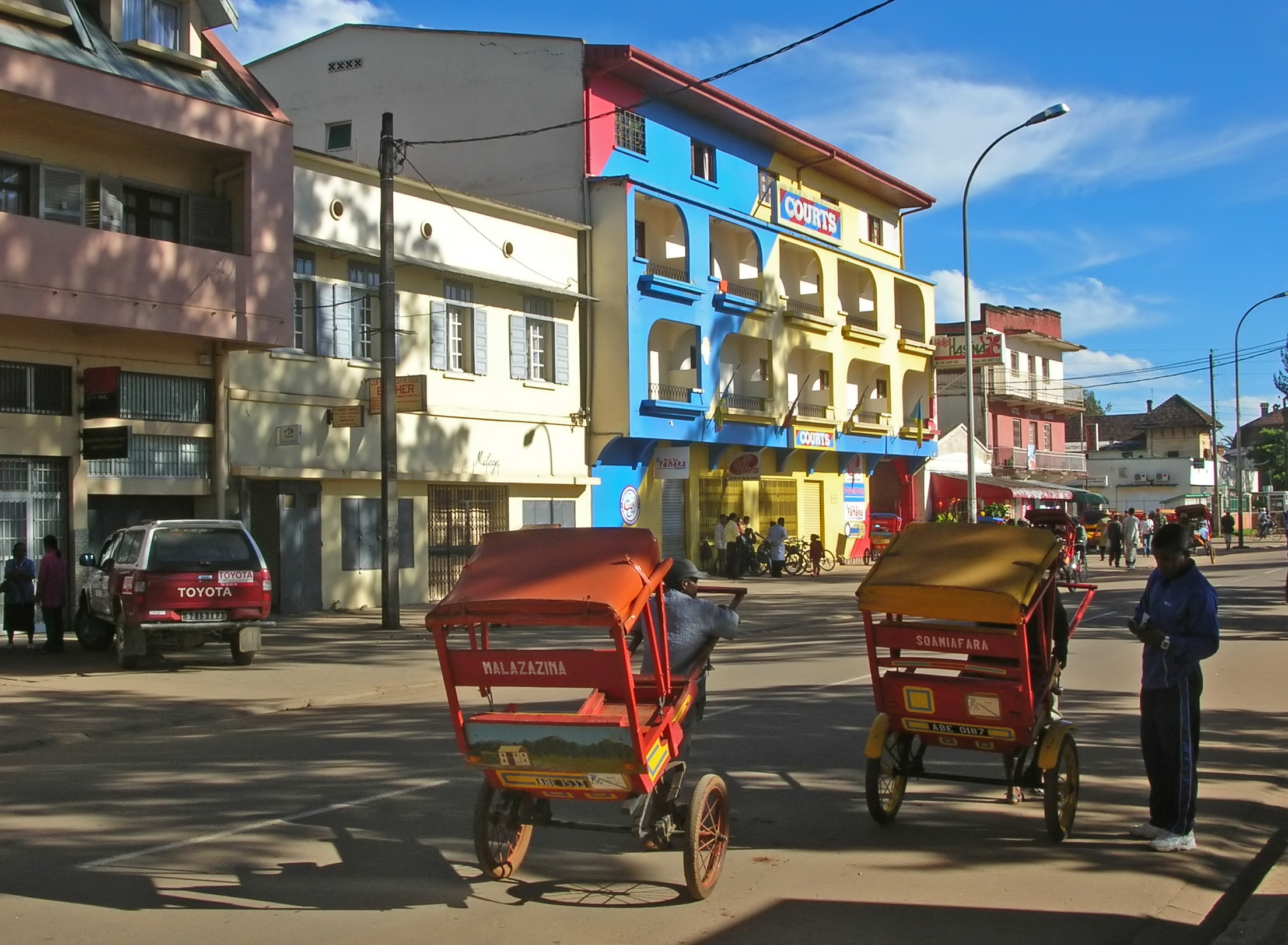
在路边等待生意的人力车
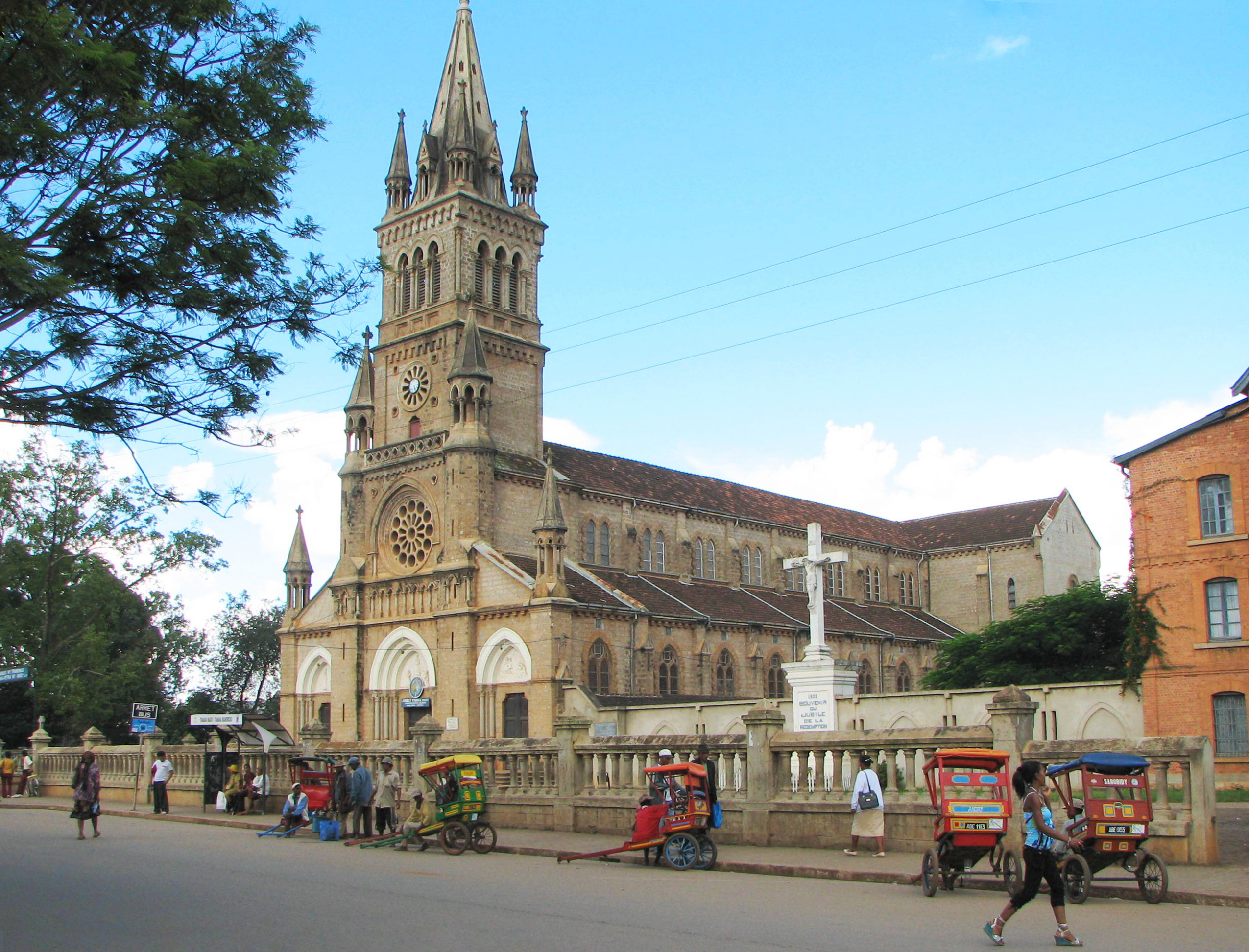
大教堂
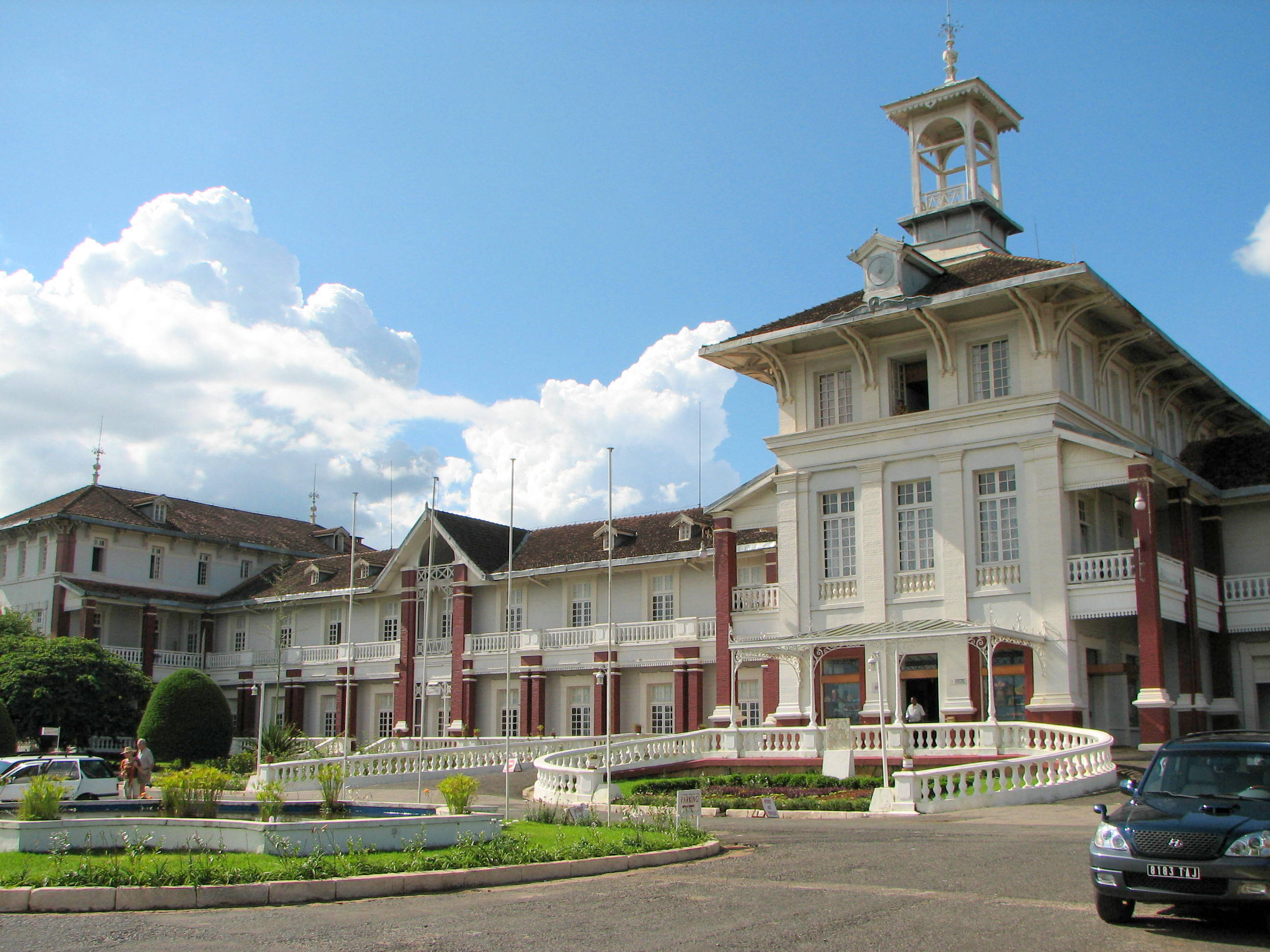
酒店